# 권형선
권형선(1987년 5월 22일 ~ )은 대한민국의 축구 선수이며, 포지션은 미드필더이다.